# Lianna Lawson
Lianna Lawson (Colorado Springs, Colorado; 14 de agosto de 1992) es una actriz pornográfica, modelo erótica y camgirl transexual estadounidense.

## Biografía
Lawson es natural de la ciudad de Colorado Springs, del estado de Colorado, donde nació en agosto de 1992. Creció en un hogar conservador, en una familia con formación militar, siendo la menor de tres hermanos. Pasó la adolescencia como un período de autodescubrimiento, llegando a ocultar algunas de las formas que sentía y con las que actuaba, iniciando su proceso de transición con 23 años.
Su interés por la industria para adultos llegó a la par que su proceso transitorio, cuando comenzó a subir sus primeras fotografías en la red Tumblr y a proyectar contenidos en la web de Grooby Productions. Comenzó a actuar como modelo de cámara web a través de sitios de cámaras para adultos, como Chaturbate, obteniendo rápidamente seguidores y a llamar la atención del director Omar Wax, de la propia productora de Grooby, con la que debutaría como actriz pornográfica en el verano de 2016, con 24 años.
Además de las producciones dirigidas por Grooby, ha trabajado con estudios como TransErotica, Evil Angel, Trans500, Exquisite, Gender X, Pulse Distribution, Kink.com o Mancini, entre otros.
En 2020 recibió sus primeras nominaciones en los Premios AVN, siendo reconocida en la categoría de Artista transexual del año.
Ha grabado más de 180 películas como actriz.

## Premios y nominaciones
| Año  | Ceremonia                  | Resultado | Premio                                  | Trabajo                                  |
| ---- | -------------------------- | --------- | --------------------------------------- | ---------------------------------------- |
| 2017 | Transgender Erotica Awards | Nominada  | Mejor escena                            | Casey Kisses and Lianna Lawson           |
| 2017 | Transgender Erotica Awards | Nominada  | Mejor modelo solo                       | —                                        |
| 2017 | Transgender Erotica Awards | Nominada  | Mejor nueva cara                        | —                                        |
| 2018 | Transgender Erotica Awards | Nominada  | Mejor escena                            | —                                        |
| 2018 | Transgender Erotica Awards | Nominada  | Mejor modelo hardcore                   | Lianna Lawson and Cassidy Quinn          |
| 2019 | Nightmoves                 | Nominada  | Mejor artista transexual                | —                                        |
| 2019 | Transgender Erotica Awards | Nominada  | Mejor escena chica/chica                | Lianna Lawson and Shiri Allwood Hardcore |
| 2019 | Transgender Erotica Awards | Nominada  | Mejor modelo hardcore                   | —                                        |
| 2020 | Premios AVN                | Nominada  | Artista transexual del año              | —                                        |
| 2020 | Premios AVN                | Nominada  | Premio fan: Artista transexual favorita | —                                        |
| 2020 | Premios AVN                | Nominada  | Premio fan: Chica trans webcam favorita | —                                        |
| 2020 | Transgender Erotica Awards | Nominada  | Mejor artista hardcore                  | —                                        |
| 2020 | Transgender Erotica Awards | Nominada  | Mejor autoproducción                    | —                                        |
| 2022 | Premios AVN                | Nominada  | Artista transexual del año              | —                                        |